# 铬合金
铬合金，即含有铬并以铬为主要成分的合金。铬合金多属于高熔点合金。金属铬熔点较高（1860℃），而且强度大，有优异的抗氧化性能。同时铬合金抗海水腐蚀性能和在高硫情况下的工作性能好。